# Maurizio Mosca
Maurizio Mosca (Roma, 24 giugno 1940 – Pavia, 3 aprile 2010) è stato un giornalista, conduttore televisivo e opinionista italiano.

## Biografia

### Carriera

#### Nella carta stampata

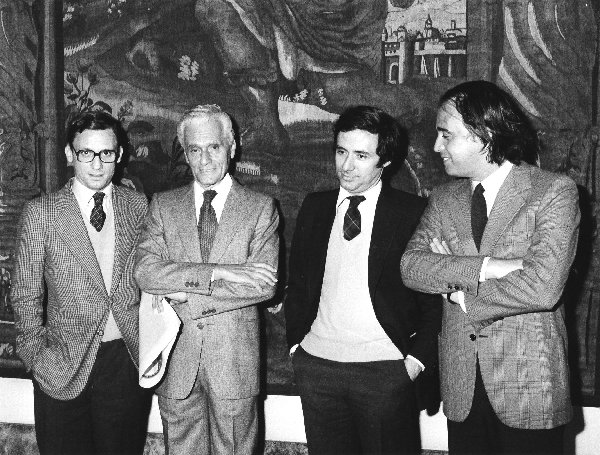
Da sinistra, Maurizio Mosca in compagnia del padre Giovanni e dei fratelli Paolo e Antonello.

Terzo figlio di Teresa Caracciolo (1909-2000) e dell'umorista, giornalista e scrittore Giovanni, nonché fratello maggiore dello scrittore e cantante Paolo, è nato a Roma ma è cresciuto a Milano, dove il padre lavorava, e qui ha studiato all'Istituto Leone XIII, ottenendo la maturità classica. Ha incominciato da giovane a lavorare per il quotidiano La Notte, per poi passare nel gennaio 1963 alla Gazzetta dello Sport. Nel 1970 diventa allenatore della squadra di calcio della sua vecchia scuola: l'Istituto Leone XIII. Alla Gazzetta dello Sport è rimasto per vent'anni come caporedattore, e ha svolto anche la funzione di direttore ad interim per due anni.
Nel 1983 la Gazzetta dello Sport pubblica una sua intervista con il brasiliano Zico, famosa stella del calcio mondiale, in cui mette in bocca all'asso la frase «Platini, sei finito»: sarebbe uno scoop, perché Zico non aveva mai concesso nessuna intervista a giornali italiani; Mosca spiega che sarebbe stato possibile grazie all'amicizia che lo avrebbe legato al calciatore. Qualche tempo dopo il giornalista è ospite al Processo del lunedì, trasmissione TV di Aldo Biscardi: anche Zico è in studio. Biscardi intrattiene Zico e gli chiede come è diventato amico di Mosca, al che il brasiliano risponde: «Questo signore io non lo conosco».

Il brasiliano Zico, durante la sua militanza nell', ebbe un duro contenzioso con Mosca: l'episodio, a posteriori, sancì la fine della carriera di Mosca nella carta stampata e l'inizio della nuova avventura televisiva.

La carriera di Maurizio Mosca alla Gazzetta dello Sport finisce in quel momento, in quanto egli è costretto a lasciare il giornale. In seguito il giornalista affermerà di essere stato vittima di un "complotto" in quanto ritenuto "pericoloso" da alcuni personaggi del sistema calcistico nazionale.

#### In televisione
Dopo essere comparso in TV come opinionista a La domenica sportiva già dal 1969, ha cominciato a lavorare regolarmente per la televisione nel 1979, come conduttore di un programma sportivo di un canale televisivo regionale di Milano. Successivamente, ha diretto il periodico calcistico Supergol. Da allora ha partecipato a molte trasmissioni televisive e radiofoniche, quasi sempre riguardanti il calcio, sia a livello regionale sia nazionale. Dopo il suo allontanamento dalla carta stampata, Mosca cominciò a collaborare ai programmi sportivi delle nascenti televisioni private, ansiose di accaparrarsi professionisti dotati di dimestichezza con l'ambiente.
Mosca, che aveva frequentato i piani nobili della "rosea", aveva quindi buone opportunità per mettersi in luce. La fine degli anni 1980 lo vedono impegnato dapprima come contraltare di Cesare Cadeo nella trasmissione del sabato Calciomania, trasmessa su Italia 1. Durante la trasmissione, oltre a esprimere opinioni, più o meno condivisibili, Mosca si rendeva protagonista di improvvisate goliardiche in costume, ispirate alle ultime notizie del mondo del pallone; celebre la sua entrata in scena vestito di un grembiule da casalinga e con in mano una fiamminga di tagliatelle al tempo del "caso Lipopill" (quando i giocatori Peruzzi e Carnevale avevano addebitato la loro positività al controllo antidoping all'assunzione di lipopill, un farmaco anoressizzante, per "rimediare" a una scorpacciata di tagliatelle avvenuta a casa di mamma Peruzzi).

Arrigo Sacchi, uno dei tecnici maggiormente ammirati da Mosca.

Sono gli anni del grande Milan allenato da Arrigo Sacchi e trascinato dagli olandesi van Basten, Gullit e Rijkaard e Mosca diventa sostenitore del "gioco a zona" e del "calcio totale"; la sua "macchietta" riscuote successo, tanto da garantirgli un posto da ospite fisso e «opinionista» anche a Guida al campionato, striscia domenicale condotta da un giovane Sandro Piccinini e durante la quale Mosca si specializza in pronostici azzardati, come le "previsioni tramite pendolino". Uno dei programmi con maggiore audience cui ha partecipato è stato L'appello del martedì, trasmissione durante la quale Mosca si presentava in scena vestito con toga e copricapo da magistrato e nella quale, oltre a scandire i tempi e i ritmi del dibattito televisivo, vi prendeva parte attiva. In seguito ha preso parte anche ad altre trasmissioni come Controcampo, Zitti e Mosca e La Mosca al naso, oltre a una rubrica nella trasmissione Studio Sport denominata "Ce l'ho con..." tramite cui esprimeva, come si può intendere dal titolo eloquente, il proprio disappunto verso un personaggio in particolare del panorama sportivo, non necessariamente calcistico.
Nel 2002 ha condotto la trasmissione Senza rete, in onda su Rete 4, insieme a Paolo Liguori; a questa trasmissione partecipavano anche Monica Vanali e Benedetta Massola. Maurizio Mosca è passato poi a condurre un programma televisivo sempre sul calcio diffuso in Lombardia. Mosca ha partecipato anche ai film di Neri Parenti Paparazzi (1998) e Tifosi (1999), nel ruolo di sé stesso, e ha scritto un libro autobiografico intitolato La vita è rotonda... come un pallone da calcio, pubblicato da Rizzoli nel 2001.

### Malattia e morte
Il 2 maggio 2006 venne ricoverato d'urgenza all'ospedale San Paolo di Milano per un'emorragia interna, seguita a problemi epatici e a un intervento per un tumore avvenuto in precedenza. Morì la mattina del 3 aprile 2010 nel reparto malattie infettive del policlinico San Matteo di Pavia. Due giorni prima del decesso, Sport Mediaset aveva pubblicato il suo ultimo articolo, riguardante la disputa tra José Mourinho e Mario Balotelli.
Nonostante i genitori e il fratello Paolo abbiano trovato posto al cimitero monumentale di Milano, dopo i funerali la salma di Mosca fu sepolta al cimitero di Bruzzano, a nord di Milano. La sua tomba reca l'epitaffio: "Ho cercato di spargere allegria tra la gente" (frase che lo stesso Maurizio pronunciò durante un'intervista rilasciata a Le Iene nel 2002).

## Programmi in TV e Radio

### TV nazionali
- Calciomania (Italia 1, 1989-1992)
- Guida al campionato (Italia 1, 1989-2010; Rete 4, 2008-2010)
- Paperissima Sprint (Italia 1, 1990)
- Evviva l'allegria (Canale 5, 1990-1991)
- L'appello del martedì (Italia 1, 1990-1992)
- Mai dire TV (Italia 1, 1991)
- Partita doppia (Rai 1, 1993)
- Maurizio Costanzo Show (Canale 5, 1993-1995)
- La ruota della fortuna (Canale 5, 1994) – concorrente
- Il processo di Biscardi (Telemontecarlo, 1996-2001; LA7, 2001-2002)
- Ciao Darwin (Canale 5, 1998)
- Per tutta la vita...? (Rai 1, 22 gennaio 1999)[12]
- Facce da quiz (Canale 5, 2001)
- Quelli che... lo smoking è di rigore (Rai 2, 2001-2002)
- Senza rete (2002-2003)
- Controcampo (Italia 1, 2002-2008; Rete 4, 2008-2010)
- Quelli che il calcio (Rai 2, 2008)

### TV regionali
- Telemontepenice, Telemilano (1978-1981)
- Forza Italia (Odeon TV, 1987-1990)
- Telereporter (1989-1992)
- Qui studio a voi stadio (Telelombardia, 1992-1993)
- Telenova Novastadio, Supergol, L'edicola di Mosca, 91º minuto, Casa Mosca, Domenica in famiglia (1993-1999)
- Antennatre Antenna 13, Azzurro Italia, Casa Mosca, Sport daily, Calcio in faccia, Cartellino rosso (1999-2006)
- Odeon TV Il Campionato dei Campioni (2007-2010)

### Radio
- Radio Deejay La Mosca in Ferrari, con Roberto Ferrari (1993-1996)
- Radio 105 105's in Gazza e 105 Sport, con Fabiana e Fabio Caressa (2006-2009)

## Filmografia

### Cinema
- Paparazzi, regia di Neri Parenti (1998)
- Tifosi, regia di Neri Parenti (1999)

### Televisione
- I vicini di casa – serie TV (1992)
- Ricordando Mosca, regia di Andrea Sanna – documentario (2020)

## Riconoscimenti
- Gran Premio Internazionale dello Spettacolo
  - 1990 – Miglior trasmissione sportiva per Calciomania

## Opere
- La vita è rotonda... come un pallone da calcio, Segrate, Rizzoli, 2001, ISBN 88-17-12636-5.